# Ӄ
Ӄ (minuskule ӄ) je písmeno cyrilice. Jedná se o variantu písmena К. Vyskytuje se v nivchštině, v čukotštině, v korjačtině, v itelmenštině, v ketštině, v giminštině[zdroj?]. Písmeno zachycuje stejnou hlásku jako písmeno Ҡ v baškirštině, písmeno Қ v kazaštině, písmeno Ԟ v aleutštině, a nyní již nepoužívané písmeno Ԛ, které bylo v minulosti používáno pro zápis kurdštiny a abcházštiny.